# NGC 5738
NGC 5738 est une petite galaxie lenticulaire vue par la tranche et située dans la constellation de la Vierge. Sa vitesse par rapport au fond diffus cosmologique est de 1 943 ± 16 km/s, ce qui correspond à une distance de Hubble de 28,7 ± 2,0 Mpc (∼93,6 millions d'al). NGC 5738 a été découverte par l'astronome allemand Albert Marth en 1864.